# Faster Pussycat (Album)
Faster Pussycat ist das 1987 erstmals veröffentlichte Debütalbum der gleichnamigen US-amerikanischen Sleaze-Rock-Band Faster Pussycat.

## Hintergrund
Die 1985 von Sänger Taime Down gegründete Band Faster Pussycat gehörte zusammen mit Guns N’ Roses zur zweiten Welle sogenannter Sunset-Strip-Bands, die im Kielwasser von Gruppen wie Mötley Crüe, Ratt, Keel und Poison entstanden, orientierte sich musikalisch aber sehr viel stärker in Richtung Sleaze. Als Vorbilder gelten Hanoi Rocks, Aerosmith und die Rolling Stones.
Das erste Demoband der Gruppe enthielt die Titel Smash Alley, Best Whorehouse in Town und Vicious Kind, fand aber bei den Plattenfirmen kein Interesse. Mit dem zweiten Band, das eine überarbeitete Fassung von Best Whorehouse in Town, City Has No Heart und Slap in the Face enthielt, erhielt man mehr Aufmerksamkeit und weckte das Interesse des Produzenten Ric Browde. Browde hatte in den 1970er Jahren mehrere Alben von Ted Nugent produziert und in den 1980er Jahren mit W.A.S.P. und Victory gearbeitet, außerdem war er für die Produktion des erfolgreichen Poison-Albums Look What the Cat Dragged In verantwortlich.
Als Elektra Records der Band anbot, 20.000 US-Dollar für die Produktion eines professionellen Demobandes zur Verfügung zu stellen, erklärte Browde, er könne für diese Summe ein Album produzieren. Während der Aufnahmen änderte sich der Titel des Liedes Best Whorehouse in Town zu Cathouse. Das Cathouse war ein zu dieser Zeit von Taime Downe betriebener Nachtclub in Los Angeles. Als Single wurde in den Vereinigten Staaten Don’t Change That Song ausgewählt und vor Erscheinen des Albums ausgekoppelt. Der dazugehörige Videoclip wurde von Russ Meyer gedreht, dessen Film Faster, Pussycat! Kill! Kill! die Namensgebung der Band inspiriert hatte. In Europa erschien Bathroom Wall als Single; der Song war unter anderem Bestandteil des in Deutschland veröffentlichten Rock-Samplers Time to Rock von WEA Records.
Als Gastmusiker wirkten auf dem Album Greg Darling (Piano), der spätere Moderator der MTV-Fernsehsendung Headbangers Ball, Riki Rachtman (Scratching auf Babylon) sowie der Gitarrist Mitch Perry (Babylon-Solo) mit.
2013 wurde das Album remastered und von der Plattenfirma Rock Candy Records erneut veröffentlicht.

## Titelliste
1. 3:37 Don’t Change That Song Greg Steele, Taime Downe
2. 3:41 Bathroom Wall Downe
3. 3:57 No Room for Emotion Brent Muscat, Downe
4. 3:43 Cathouse Downe
5. 3:17 Babylon Downe, Steele
6. 3:31 Smash Alley Downe, Muscat
7. 3:48 Shooting You Down Downe
8. 4:30 City Has No Heart Downe, Muscat
9. 3:27 Ship Rolls In Downe, Steele
10. 3:04 Bottle In Front of Me Muscat, Downe

## Rezeption
Faster Pussycat erreichte Platz 97 der US-Album-Charts.
Oliver Klemm schrieb in der Metal-Hammer-Ausgabe vom August 1987, „ähnlich wie bei Guns’n'Roses“ frage sich der Kritiker „auch im Falle Faster Pussycat, warum das Quintett von Insidern im Vorfeld der Veröffentlichung des Debütalbums dermaßen über den grünen Klee gelobt worden“ sei. Von „der neuen Sensation aus Los Angeles“ sei da die Rede, die „sich problemlos mit der Klasse der alten Ratt oder Mötley Crap messen könne.“ Dies sei „maßlos übertrieben!“ Faster Pussycat sei zwar „beileibe keine schlechte Band,“ könne „mit Songs wie Smash Alley Babylon und dem bluesigen No Room For Emotion Material vorweisen, das seine Reize“ habe, „aber was an den Boys so aufregend sein“ solle, könne er sich „auch nach dem zehnten Anhören der LP nicht erklären.“ Die Band sei „nicht mehr als eine weitere, zugegebenermaßen akzeptable Aerosmith-Kopie.“
Philip Roser sah das im September 1987 anders: „Recht scharfe Krallen“ offenbare „das gar nicht sanfte Schmusekätzchen“, Revolutionär neu seien „die fünf Rock ’n’ Roller zwar nicht unbedingt“, aber das, was sie machten, habe „Hand und Fuß.“ Auf „eher traditionellen R&B und 70s-Hardrock-beeinflußte Weise, von der Plattenfirma eher in der Glam-Ecke angesiedelt“, überzeugten die Musiker „mit ihrem goodtime-Rock, den zu hören einfach Spaß“ mache. „Clevere Refrains, die ins Ohr gehen, flüssige Gitarren-Soli, ein von der Stimme her gewöhnungsbedürftiger Sänger mit eigener Klangnote, kompakte und klar strukturierte sowie abwechslungsreiche Songs“ – all das böten „die Faster Pussycat-Boys auf ihrem Debüt, das sicher noch häufiger“ über seinen „Plattenteller rotieren werde.“
Faster Pussycat wurde 2007 in die Liste der „Rock Hard 500“ aufgenommen und belegte dort Platz 498.